# Семёнково (Октябрьский сельсовет)
Семёнково — деревня в Вологодском районе Вологодской области.
Входит в состав Майского сельского поселения (с 1 января 2006 года по 8 апреля 2009 года входила в Октябрьское сельское поселение), с точки зрения административно-территориального деления — в Октябрьский сельсовет.
Расположена на правом берегу реки Вологды, в 6 км к северо-западу от областного центра по автодороге А119. Ближайшие населённые пункты — Хреново, Марфино, Поповка, Деревенька, Обсаково, Дятькино.
По переписи 2002 года население — 1 человек.
Семёнково примечательно своим музеем деревянного зодчества. Решение о его создании было принято в 1979 году, работы по реставрации объектов для музея начались в 1985 году.